# Theodor Malm
Pour les articles homonymes, voir Malm.
Bror Teodor Malm, plus connu sous le nom de Theodor Malm (né le 23 octobre 1889 à Stockholm en Suède et mort le 2 octobre 1950 dans la même ville) est un footballeur international suédois, qui évoluait au poste de défenseur.

## Biographie

### Carrière en club
Avec l'AIK Fotboll, il remporte trois titres de champion de Suède.

### Carrière en sélection
Avec l'équipe de Suède, il joue 26 matchs (pour aucun but inscrit) entre 1908 et 1920. 
Il joue son premier match en équipe nationale le 12 juillet 1908 contre la Norvège et son dernier le 19 septembre 1920 contre la Finlande.
Il figure dans le groupe des sélectionnés lors des Jeux olympiques de 1908 et de 1912. Lors du tournoi olympique de 1908 organisé à Londres, il dispute un match face à la Grande Bretagne.

### Carrière d'arbitre
Le 9 août 1925, il arbitre le match amical Finlande - Lettonie (3-1).

## Palmarès
AIK Fotboll
- Championnat de Suède (3) :
  - Champion : 1911, 1914 et 1916.